# Fridolin Straube
Fridolin Straube (* 31. Juli 1877 in Neuplomnitz, Landkreis Habelschwerdt; † nach 1937) war ein deutscher Politiker (DNVP).

## Leben
Nach dem Besuch der Volksschule erlernte Straube das Schmiedehandwerk, das er bis 1906 ausübte. Im Anschluss betätigte er sich als Arbeitersekretär für den Verband katholischer Arbeitervereine Deutschlands in Studzienna bei Ratibor. Von 1914 bis 1918 nahm er als Soldat am Ersten Weltkrieg teil. Nach dem Krieg betrieb er eine kleine Landwirtschaft und arbeitete als beamteter Obmann für das Reichsversicherungsamt.
Straube betätigte sich nach seinem Rückzug aus der Arbeitnehmerbewegung parteipolitisch. Er trat zunächst in die Zentrumspartei ein und wechselte später zur Deutschnationalen Volkspartei (DNVP) über, für die er vom 19. November 1922 bis zum Ende der vierten Legislaturperiode 1933 als Abgeordneter dem Preußischen Landtag angehörte. Im Parlament vertrat er den Wahlkreis 9 (Oppeln). Er war außerdem Mitglied des Stahlhelm. 1937 erfolgte sein Eintritt in die NSDAP.